# Edmond Soussa
Edmond Soussa (* 11. Oktober 1898 in Kairo; † 29. Mai 1989 in Paris) war ein ägyptischer Karambolagespieler in diversen Disziplinen des Karambolage-Billards, elffacher Weltmeister und Maler.

## Karriere

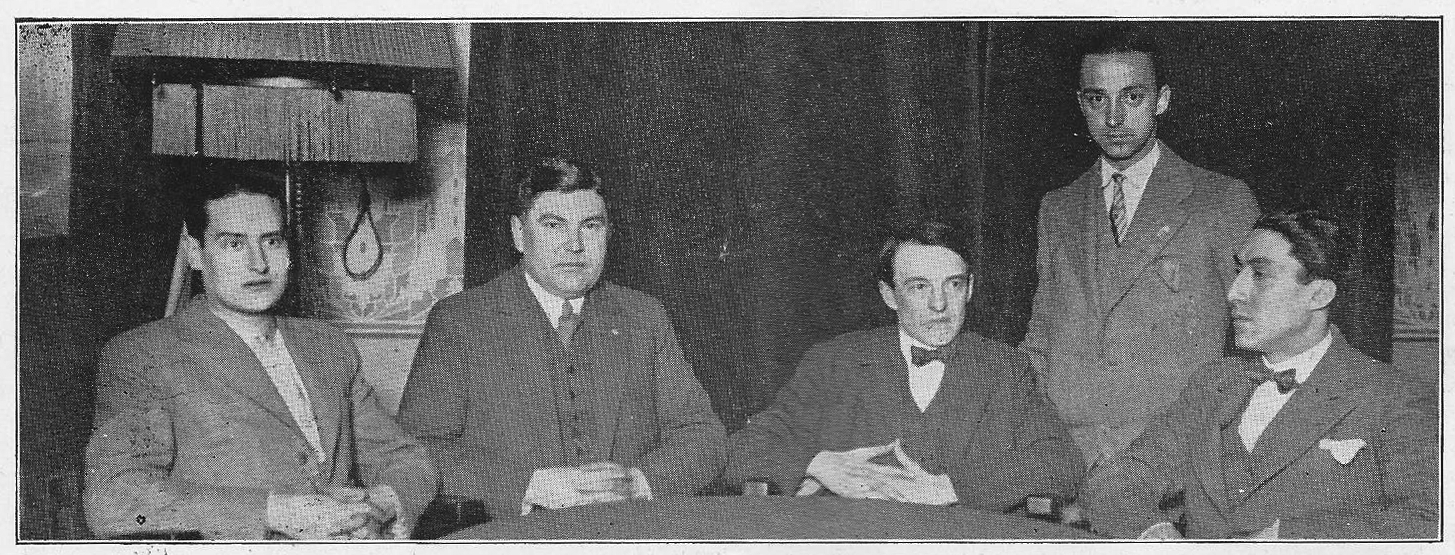
Soussa (re) bei der Dreiband-WM 1930 in Amsterdam zusammen mit Enrique Miro (ESP), Arnoud Sengers (NDL), Otto Unshelm (GER), Armando Martinez Sagi (ESP) (v. l. n. r).

Edmond Soussa war der erste große Amateur-Billardstar Ende der 20er bis Mitte 30er Jahre nach dem Ende der Profi-Weltmeisterschaften in den Vereinigten Staaten von Amerika. In Ägypten geboren wanderte er bereits Mitte der 1920er Jahre nach Frankreich aus. Dort lernte er Roger Conti, einen der besten Billardtrainer dieser Zeit, kennen. Schnell erwies sich sein großes Talent als Allrounder. Bei der Cadre-47/2-Weltmeisterschaft 1927 in Paris wurde er Dritter. Im Jahr darauf wurde er bereits drei Mal Weltmeister in den Disziplinen Dreiband, Freien Partie und im Cadre 47/1. Er beherrschte in den nächsten Jahren die Billardszene und wurde insgesamt elfmal Weltmeister und zweimal Europameister. Mitte der 30er Jahre zog er sich aus dem aktiven Billardsport zurück und arbeitete als freischaffender Künstler in Paris.
Erst mit dem Beginn des Dreiband-Weltcups 1986 kehrte er auf die große Billardbühne zurück. Werner Bayer, Gründer des Weltcups, überzeugte ihn, einen Pokal für diese Turnierserie zu gestalten. Er besuchte auch in seinem hohen Alter diverse Dreiband-Weltcups.
1987 wurde Soussa von der Académie des Sports mit dem Diplômes D'honneur ausgezeichnet.

### Verbandsarbeit
Wie zu der Zeit üblich, hatten die Spieler auch oft gleichzeitig einen Posten bei einem oder mehreren Verbänden inne. Nach seiner aktiven Zeit (1931) blieb Soussa, obwohl er in Paris lebte und als Künstler arbeitete, seinem heimatlichen Nationalverband „Fédération Egyptienne des Amateurs de Billard“ als Generalsekretär erhalten.

## Erfolge
- Dreiband-Weltmeisterschaft:  1928, 1929  1930, 1931, 1933  1936
- Freie-Partie-Weltmeisterschaft:  1928, 1929, 1930  1931, 1932
- Cadre-47/1-Weltmeisterschaft:  1928, 1929, 1931  1930, 1932, 1933
- Cadre-47/2-Weltmeisterschaft:  1933  1930  1927, 1928, 1929, 1932
- Cadre-71/2-Weltmeisterschaft:  1930, 1931
- Cadre-47/2-Europameisterschaft:  1932, 1933  1928, 1929

Quellen: